# Rubén Sosa (fumettista)
Rubén Sosa (Villa Mercedes, 28 settembre 1939 – Mar del Plata, 7 settembre 2007) è stato un fumettista e illustratore argentino emigrato in Italia nel 1976.
Intraprese l'attività professionale nel 1959 a Buenos Aires come assistente di Eugenio Zoppi in strisce quali "Misterix" di cui realizzò le matite. Come disegnatore per l'editore Frontera, iniziò la collaborazione con Héctor Oesterheld: partecipa alla realizzazione di Ernie Pike, un fumetto liberamente ispirato alla biografia del corrispondente di guerra statunitense Ernie Pyle, e di un fumetto western intitolato Mortimer. Nel 1962 entrò a far parte dell'organico della rivista L'Eternauta che pubblicava - tra altri - il celebre fumetto omonimo di fantascienza scritto da Oesterheld (L'Eternauta) di cui Sosa realizzò una decina di tavole che ne illustravano l'adattamento in prosa. Nello stesso periodo iniziò a collaborare con case editrici internazionali quali DC Comics, Marvel Comics e Fleetway. 
Nel 1976 si trasferì in Italia per partecipare alla 12ª edizione di Lucca Comics. In Italia svolse sia l'attività professionale di illustratore e art director che l'avrebbe portato a specializzarsi nelle tecniche dell'acquarello e, nel 1986, a fondare una propria scuola di grafica a Brescia, sia quella di fumettista collaborando con Milano Libri Edizioni (Alter Alter), con Rizzoli (Corto Maltese, Corrier Boys, Vampirella), con la Casa Editrice Universo (Intrepido, Il Monello, Blitz), con Edizioni Dardo per Uomini e Guerra e la francese Dargaud (Charlie Mensuel).
Dopo i molti anni passati a Brescia rientrò in Argentina, dove decedette in seguito ad un'emorragia cerebrale. La sua ultima opera Tigres de Papier è stata pubblicata postuma in Francia.